# Heribert Marré
Heribert Marré (* 14. Juni 1925 in Oberhausen; † 10. März 2006 in Frankfurt am Main) war ein deutscher Unternehmer.
Marré lernte Buchhandel und studierte später Betriebswirtschaftslehre. Er arbeitete für Krupp und Bertelsmann und wurde 1971 kaufmännischer Geschäftsführer der Frankfurter Verlage Suhrkamp und Insel. In dieser Funktion war er 30 Jahre tätig.

## Veröffentlichungen
- Funktionen und Leistungen des Handelsbetriebes (= Schriften zur Handelsforschung. Bd. 6). Westdeutscher Verlag, Köln u. a. 1960 (Zugleich: Köln, Universität, Dissertation, 1958).